# Joaquim Rubies i Umbert
Joaquim Rubies i Umbert (Sabadell, 21 de setembre de 1912 - Sabadell, 19 de febrer de 1998) fou un futbolista català de les dècades de 1930 i 1940.

## Trajectòria
La seva posició al camp varià des de al d'interior, fins a la de defensa. Fou un futbolista vinculat al Centre d'Esports Sabadell, club on jugà durant dues etapes, la primera entre 1932 i 1935, en la qual guanyà el Campionat de Catalunya i la lliga de Tercera Divisió, ascendint a Segona, i la segona entre 1941 i 1944, en la qual arribà a jugar a primera divisió. També defensà els colors de l'Esport Club Granollers (1935-37, 1940-41), amb el qual fou campió de Catalunya de Segona categoria (1936), del CF Badalona (1939-40), i acabà la seva carrera al FC Martinenc (1944-46).
Jugà amb la selecció de Catalunya durant la dècada de 1930, des de 1934 a 1937.

## Palmarès
- Campionat de Catalunya de futbol:
  - 1933-34